# Value-stream mapping

Le VSM utilise généralement des symboles standardisés pour cartographier le flux de valeur.

Value-stream mapping (VSM), ou cartographie des chaines de valeur en français, est un outil Lean d'analyse de toutes les étapes de réalisation d'un produit ou service jusqu'à sa disponibilité pour le client final. Le résultat est une représentation visuelle simple et claire destinée à identifier les améliorations possibles de l'ensemble de la chaîne de valeur et non une étape en particulier, dont notamment la réduction du délai entre la première et la dernière étape, appelé Lead Time (en).
Le value stream mapping décrit toutes les étapes à valeur ajoutée et sans valeur ajoutée qui amènent un produit d'un état initial à un état final. Cet outil amène à travailler sur un ensemble et non une partie : sur une ligne de production, le VSM ne s'attache pas à une machine de la ligne en particulier mais à l'ensemble de celles-ci. La plupart du temps, le VSM se limite à l'entreprise même, mais il peut être utile d'incorporer l'approvisionnement en amont et la livraison aux clients en aval.

## Historique
Le VSM est une technique de production Lean. souvent associée au toyotisme. En effet, Toyota créa la notion de "cartographie des flux de matières et d'informations" en 1988 pour représenter visuellement tous les flux d'un processus de production pour identifier les domaines d'amélioration et éliminer les gaspillages.

## Place du VSM dans les outils lean
Le VSM est un outil fondamental dans une démarche lean. C'est le meilleur moyen de pouvoir visualiser les différents flux au sein d'une production (matière et information). Il est facile de mettre en avant les tâches à valeur ajoutée et d'identifier les différents types de gaspillages comme les stocks et en-cours.
C'est un outil qui, s'il est bien utilisé, est compréhensible par tous et qui offre la possibilité d'amener différentes personnes à s'investir pour améliorer l'état actuel.

## Représentations d'un VSM
Pour comprendre comment on représente un VSM, il faut savoir comment commencer à la réaliser.

### Premiers pas
La première chose à faire avant de se lancer dans la cartographie est de savoir sur quel produit on veut travailler. Le VSM est efficace s'il n'est pas surchargé. Il ne faut pas hésiter à refaire une cartographie pour chaque produit ou chaque famille de produits. Si le processus change, alors la cartographie aussi.
La réussite consiste en un seul point : il faut partir de zéro et ne pas se fier aux informations déjà présentes ou que l'on n'obtient pas personnellement. L'outil reflète un instant t de la ligne et les données relevées par un autre ne révèlent peut-être plus la situation d'aujourd'hui.
Même si vous travaillez avec d'autres personnes, il vous faut réaliser cette cartographie uniquement par vous-même et par la suite comparer vos résultats. Si vous êtes plusieurs à travailler sur une partie du processus, alors une fois les informations rassemblées, aucune personne de votre groupe ne sera capable d'en comprendre la globalité et de mettre en avant l'essentiel.
Vous devez donc collecter toutes les informations nécessaires à la création de votre outil. Pour cela, il n'existe qu'une seule façon de procéder. Vous devez être sur le terrain. Munissez-vous de votre chronomètre et observez le processus aussi longtemps qu'il le faudra afin d'être en mesure de le cartographier du mieux possible.
Il n'y a pas de règle concernant la marche à suivre pour réaliser votre VSM. Cependant commencer par la livraison clients (ou la fin du processus de votre entreprise) vous permettra de mieux comprendre les attentes des clients. Vous remonterez le processus en gardant toujours cette notion de "qu'attend le client ?".

### Informations nécessaires au VSM
Le VSM demande que l'on collecte des informations fiables et au plus proche de l'état actuel du processus. Différentes notions sont décrites dans cet outil, comme :
1. les différentes tâches qui composent le processus
2. les différents stocks et en-cours
3. les flux d'informations et de matières
4. les tailles de lots de transfert
5. les temps de cycle, de changement de série, les temps d'attente
6. les capacités machines
7. le TRS (taux de rendement synthétique)

Cette liste est non exhaustive et il vous appartient de vous approprier cet outil et d'intégrer ou supprimer certaines informations. Il ne faut pas oublier l'objectif du VSM qui est de se donner une image globale du processus et de mettre en lumière le temps de défilement du produit choisi.

### Règles de représentation d'un VSM

#### Pictogrammes
Le VSM est devenu un langage international et chaque personne ayant travaillé dessus est capable de comprendre la cartographie d'un autre et tout cela grâce à des pictogrammes et autres règles d'illustration.

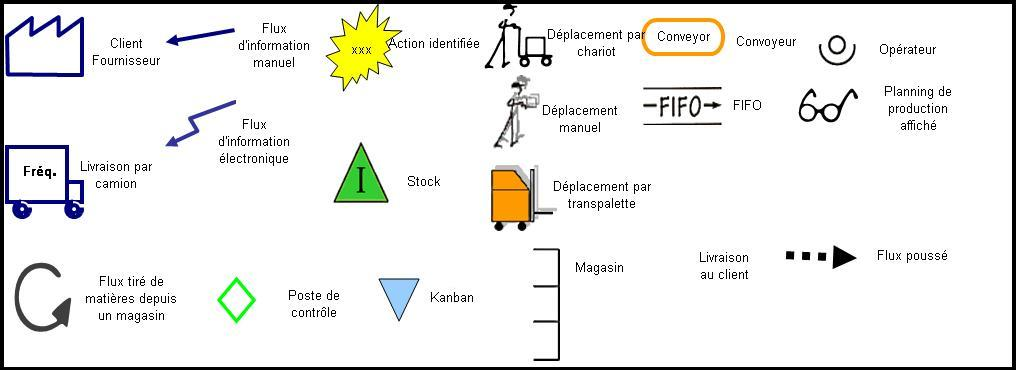
Pictogrammes utilisés dans le VSM

#### Mise en page d'un VSM
Le VSM est un outil unique, et si l'on demande à deux personnes de tracer un même processus, on peut s'attendre à voir deux VSM différents. Cependant, voici l'allure générale qu'un VSM doit avoir afin d'être compris par un grand nombre.

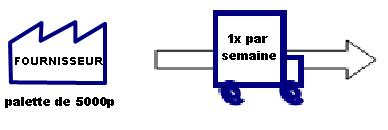
Représentation d'un fournisseur

- L'approvisionnement : c'est le point le plus à gauche de notre cartographie. Il permet de voir comment le processus se fait livrer, par qui, en fréquence et en quantité.
- Le processus : cette partie comprend toutes les tâches à accomplir par des machines ou autres. On y retrouve un certain nombre d'informations évoquées précédemment.

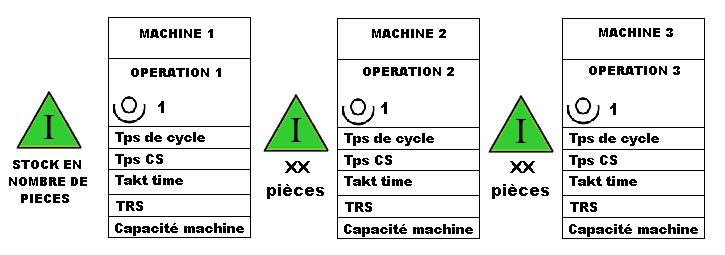
Représentation d'un processus avec ses stocks

- Le flux d'information : modélisé sur le haut du VSM. On peut y retrouver le type de planification (MRP et autre planification des ressources de production), le temps de planification, le temps de commande…

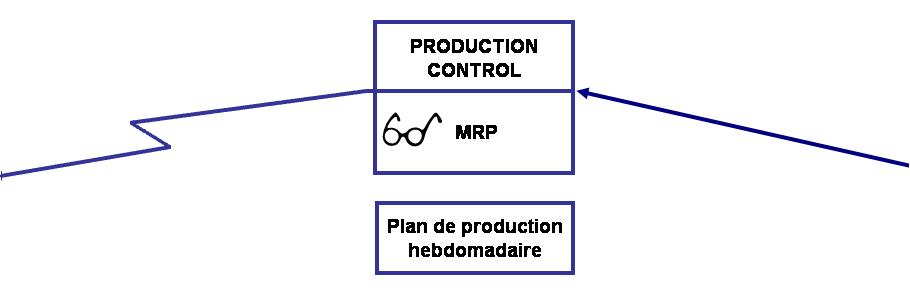
Représentation du flux d'information

- Vue globale : voici un aperçu simplifié d'un VSM mais qui en montre la mise en page.

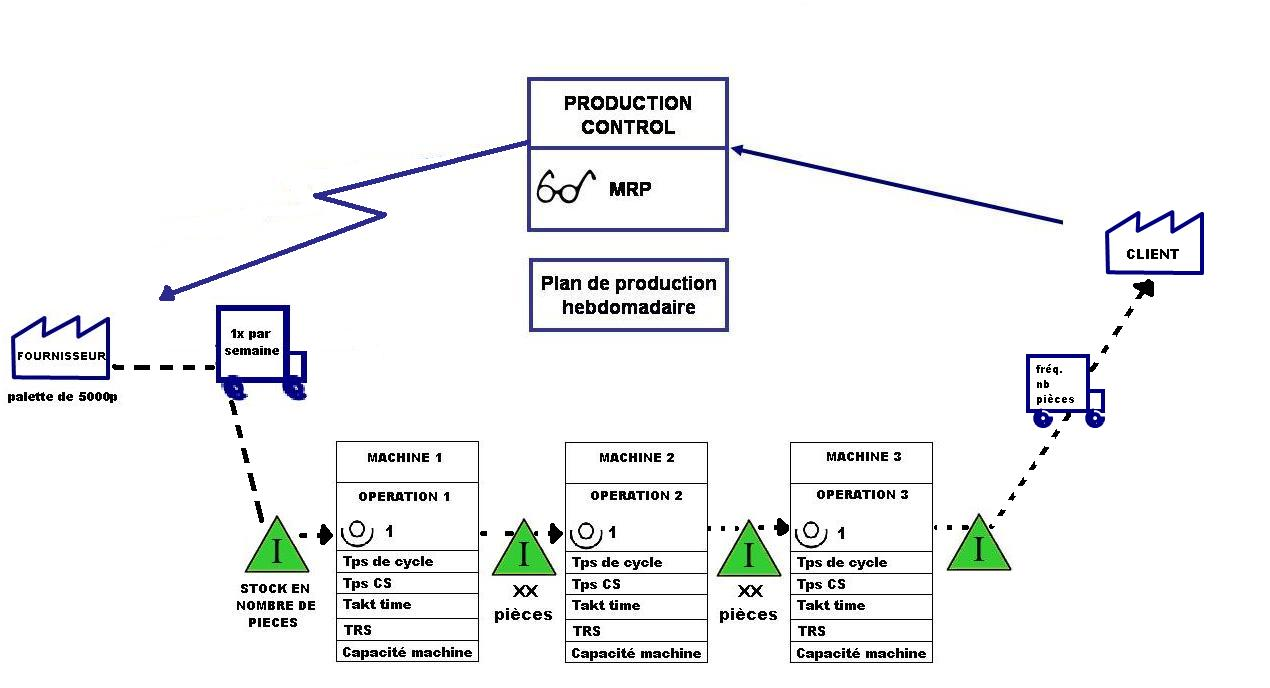
Vue globale d'un VSM

- Dernière étape : une fois votre VSM complété, il ne vous reste qu'à faire la part entre les temps à valeur ajoutée et ceux à non valeur ajoutée et en tirer un temps de défilement.

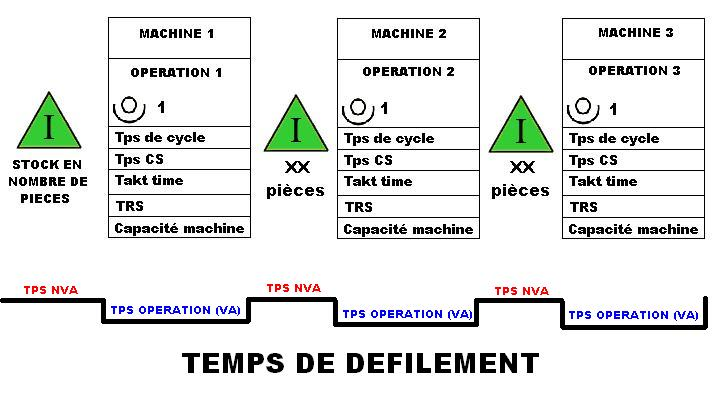
Représentation du temps de défilement sur un VSM

## Usages d'un VSM
La cartographie n'est pas une finalité en elle-même. Le but de ce travail est de pouvoir l'analyser afin de mettre en lumière les différents dysfonctionnements de la production. Cette analyse de l'état actuel est ce qui va vous permettre de créer par la suite un état futur où vos améliorations seront mises en avant.
L'utilité du VSM, de par sa facilité à mettre en avant les points noirs, va vous aider à savoir où concentrer vos efforts : surproduction, stocks importants. Il vous sera aussi possible d'identifier le(s) goulet(s) du processus et d'organiser la production au mieux.
Il vous sera possible d'utiliser les différents outils du Lean afin de diminuer voire supprimer les différents gaspillages constatés.